# Giorgio Venturin
Giorgio Venturin (Bollate, 9 de juliol de 1968) és un exfutbolista italià, que ocupava la posició de migcampista.
Comença a jugar amb el Torino FC, amb qui disputa 124 partits en set anys, comptant dues cessions, al Cosenza i al Nàpols. Entre 1994 i 1999 formara part de la SS Lazio, que el cediria un any a la Cagliari.
Fora del seu país hi jugaria mitja temporada a l'Atlètic de Madrid, de la primera divisió espanyola. Del conjunt madrileny hi retorna al Torino, on juga altres dues temporades. Posteriorment militaria als modestos Taranto i Lodigiani.
Ha estat internacional amb la selecció italiana en una ocasió.